# Campeonato de Primera B Nacional 2003-04
El Campeonato de Primera B Nacional 2003-04 fue la decimoctava temporada disputada de la categoría de Primera B Nacional, y la séptima con esta denominación. El formato del torneo fue similar al de la temporada anterior, con la continuación de los torneos cortos de Apertura y Clausura. 
En el torneo se incorporaron Unión (Santa Fe) y Huracán (descendidos de Primera División); Ferro Carril Oeste (campeón de la Primera B Metropolitana) y Tiro Federal (campeón del Torneo Argentino A).

## Ascensos y descensos
| Torneo          | Descendidos de la Primera B Nacional 2002-03 |
| --------------- | -------------------------------------------- |
| Argentino A     | Almirante Brown (A)                          |
| B Metropolitana | Deportivo Español                            |

| Torneo          | Ascendidos a la B Nacional 2003-04 |
| --------------- | ---------------------------------- |
| Argentino A     | Tiro Federal                       |
| B Metropolitana | Ferro Carril Oeste                 |

| Pos.      | Ascendidos a la Primera División 2003-04 |
| --------- | ---------------------------------------- |
| 1.º       | Atlético de Rafaela                      |
| Seg. Asc. | Quilmes                                  |

| Prom. | Descendidos de la Primera División 2002-03 |
| ----- | ------------------------------------------ |
| 19.º  | Unión                                      |
| 20.º  | Huracán                                    |

## Equipos
| Equipo                   | Ciudad                 | Estadio                         | Capacidad |
| ------------------------ | ---------------------- | ------------------------------- | --------- |
| Almagro                  | José Ingenieros        | Tres de Febrero                 | 19 000    |
| Argentinos Juniors       | Buenos Aires           | Diego Armando Maradona          | 24 380    |
| Belgrano                 | Córdoba                | Mario Alberto Kempes            | 57 000    |
| C A I                    | Comodoro Rivadavia     | Municipal de Comodoro Rivadavia | 12 000    |
| Defensa y Justicia       | Florencio Varela       | Norberto "Tito" Tomaghello      | 12 000    |
| Defensores de Belgrano   | Buenos Aires           | Juan Pasquale                   | 10 000    |
| El Porvenir              | Gerli                  | Enrique De Roberts              | 14 000    |
| Ferro Carril Oeste       | Buenos Aires           | Arquitecto Ricardo Etcheverri   | 24 268    |
| Gimnasia y Esgrima (CdU) | Concepción del Uruguay | Manuel y Ramón Núñez            | 9000      |
| Gimnasia y Esgrima (J)   | San Salvador de Jujuy  | 23 de Agosto                    | 23 000    |
| Godoy Cruz               | Godoy Cruz             | Malvinas Argentinas             | 40 270    |
| Huracán                  | Buenos Aires           | Tomás A. Ducó                   | 48 314    |
| Huracán (TA)             | Tres Arroyos           | Roberto Lorenzo Bottino         | 10 000    |
| Instituto                | Córdoba                | Juan Domingo Perón              | 32 000    |
| Juventud Antoniana       | Salta                  | Fray Honorato Pistoia           | 12 000    |
| Los Andes                | Lomas de Zamora        | Eduardo Gallardón               | 36 942    |
| San Martín (M)           | General San Martín     | General José de San Martín      | 8782      |
| San Martín (SJ)          | San Juan               | Ingeniero Hilario Sánchez       | 19 500    |
| Tiro Federal             | Rosario                | Fortín de Ludueña               | 18 000    |
| Unión                    | Santa Fe               | 15 de Abril                     | 25 000    |

### Distribución geográfica de los equipos
| Región                                   | Cant. | Equipos                                                                  |
| ---------------------------------------- | ----- | ------------------------------------------------------------------------ |
| conurbano bonaerense                     | 4     | Almagro, Defensa y Justicia, El Porvenir y Los Andes                     |
| Ciudad de Buenos Aires                   | 4     | Argentinos Juniors, Defensores de Belgrano, Ferro Carril Oeste y Huracán |
| Santa Fe                                 | 2     | Tiro Federal y Unión                                                     |
| Córdoba                                  | 2     | Belgrano e Instituto                                                     |
| Mendoza                                  | 2     | Godoy Cruz y San Martín (M)                                              |
| Interior de la provincia de Buenos Aires | 1     | Huracán (TA)                                                             |
| Chubut                                   | 1     | CAI                                                                      |
| Entre Ríos                               | 1     | Gimnasia y Esgrima (CdU)                                                 |
| Jujuy                                    | 1     | Gimnasia y Esgrima (J)                                                   |
| Salta                                    | 1     | Juventud Antoniana                                                       |
| San Juan                                 | 1     | San Martín (SJ)                                                          |

## Formato

### Competición
Se disputaron dos torneos llamados Apertura y Clausura. En cada uno de ellos, los 20 equipos se enfrentaron todos contra todos. Ambos se jugaron a una sola rueda. Los partidos disputados en el Torneo Clausura representaron los desquites de los del Torneo Apertura, invirtiendo la localía. Si el ganador de ambas fases fuera el mismo equipo, sería el campeón. En cambio, si los ganadores del Apertura y el Clausura fueran dos equipos distintos disputarían una final a dos partidos para determinarlo.

### Ascenso
Los ganadores del Apertura y el Clausura jugaron una final cuyo ganador se consagró campeón y obtuvo el ascenso a la Primera División. El perdedor de esa final disputó contra el equipo mejor ubicado en la tabla de posiciones general, excluyendo a los que disputaron el primer ascenso, otra final para determinar el segundo ascenso. A su vez, el perdedor de esta final disputó una Promoción ante el equipo ubicado en el 18.º lugar de la tabla de promedios de esa categoría, mientras que los dos equipos mejor ubicados de la tabla de posiciones final, descontando a los ya clasificados a alguna de estas instancias, disputaron una eliminatoria cuyo ganador disputó la otra promoción, contra el 17.º de la tabla de promedios de Primera División.

### Descenso
Se decidió mediante dos tablas de promedios de puntos obtenidos en las últimas 3 temporadas, una por cada afiliación. El último de cada tabla descendió a su categoría de origen, mientras que el anteúltimo disputó la Promoción con un equipo de esa categoría.

## Torneo Apertura

### Tabla de posiciones
| Pos | Equipo                   | Pts | PJ | PG | PE | PP | GF | GC | Dif |
| --- | ------------------------ | --- | -- | -- | -- | -- | -- | -- | --- |
| 1º  | Instituto                | 36  | 19 | 10 | 6  | 3  | 34 | 22 | 12  |
| 2º  | Belgrano                 | 29  | 19 | 8  | 5  | 6  | 24 | 18 | 6   |
| 3º  | San Martín (Mza)         | 29  | 19 | 7  | 8  | 4  | 20 | 16 | 4   |
| 4º  | Huracán (TA)             | 28  | 19 | 7  | 7  | 5  | 29 | 24 | 5   |
| 5º  | CAI                      | 27  | 19 | 7  | 6  | 6  | 32 | 30 | 2   |
| 6º  | Gimnasia y Esgrima (J)   | 27  | 19 | 7  | 6  | 6  | 24 | 24 | 0   |
| 7º  | Defensa y Justicia       | 27  | 19 | 8  | 3  | 8  | 22 | 22 | 0   |
| 8º  | Defensores de Belgrano   | 26  | 19 | 6  | 8  | 5  | 28 | 20 | 8   |
| 9º  | Huracán                  | 26  | 19 | 6  | 8  | 5  | 19 | 21 | -2  |
| 10º | Juventud Antoniana       | 25  | 19 | 7  | 4  | 8  | 25 | 28 | -3  |
| 11º | Godoy Cruz               | 25  | 19 | 6  | 7  | 6  | 17 | 21 | -4  |
| 12º | Ferro Carril Oeste       | 24  | 19 | 6  | 6  | 7  | 23 | 18 | 5   |
| 13º | Argentinos Juniors       | 23  | 19 | 4  | 11 | 4  | 28 | 23 | 5   |
| 14º | Tiro Federal             | 23  | 19 | 4  | 11 | 4  | 26 | 28 | -2  |
| 15º | Los Andes                | 21  | 19 | 4  | 9  | 6  | 16 | 17 | -1  |
| 16º | Almagro                  | 21  | 19 | 5  | 6  | 8  | 22 | 24 | -2  |
| 17º | Unión                    | 21  | 19 | 4  | 9  | 6  | 20 | 23 | -3  |
| 18º | El Porvenir              | 21  | 19 | 5  | 6  | 8  | 18 | 26 | -8  |
| 19º | San Martín (SJ)          | 21  | 19 | 5  | 6  | 8  | 18 | 27 | -9  |
| 20º | Gimnasia y Esgrima (CdU) | 19  | 19 | 3  | 10 | 6  | 14 | 27 | -13 |

|  |                              |
|  | Ganador del Torneo Apertura. |

## Torneo Clausura

### Tabla de posiciones
| Pos | Equipo                   | Pts | PJ | PG | PE | PP | GF | GC | Dif |
| --- | ------------------------ | --- | -- | -- | -- | -- | -- | -- | --- |
| 1º  | Almagro                  | 37  | 19 | 11 | 4  | 4  | 35 | 19 | 16  |
| 2º  | Argentinos Juniors       | 36  | 19 | 11 | 3  | 5  | 28 | 18 | 10  |
| 3º  | Huracán (TA)             | 34  | 19 | 8  | 10 | 1  | 26 | 15 | 11  |
| 4º  | Godoy Cruz               | 33  | 19 | 9  | 6  | 4  | 26 | 21 | 5   |
| 5º  | El Porvenir              | 31  | 19 | 9  | 4  | 6  | 26 | 16 | 10  |
| 6º  | Ferro Carril Oeste       | 30  | 19 | 9  | 3  | 7  | 20 | 19 | 1   |
| 7º  | San Martín (SJ)          | 29  | 19 | 8  | 5  | 6  | 22 | 23 | -1  |
| 8º  | Belgrano                 | 28  | 19 | 7  | 7  | 5  | 22 | 15 | 7   |
| 9º  | Huracán                  | 28  | 19 | 7  | 7  | 5  | 31 | 28 | 3   |
| 10º | Tiro Federal (R)         | 27  | 19 | 8  | 3  | 8  | 27 | 26 | 1   |
| 11º | Unión                    | 26  | 19 | 7  | 5  | 7  | 28 | 29 | -1  |
| 12º | Los Andes                | 25  | 19 | 6  | 7  | 6  | 23 | 29 | -6  |
| 13º | Instituto                | 24  | 19 | 7  | 3  | 9  | 22 | 23 | -1  |
| 14º | Gimnasia y Esgrima (J)   | 22  | 19 | 6  | 4  | 9  | 26 | 32 | -6  |
| 15º | Defensa y Justicia       | 21  | 19 | 5  | 6  | 8  | 27 | 34 | -7  |
| 16º | CAI                      | 20  | 19 | 6  | 2  | 11 | 23 | 25 | -2  |
| 17º | Defensores de Belgrano   | 20  | 19 | 5  | 5  | 9  | 21 | 26 | -5  |
| 18º | Gimnasia y Esgrima (CdU) | 19  | 19 | 5  | 4  | 10 | 25 | 31 | -6  |
| 19º | Juventud Antoniana       | 17  | 19 | 3  | 8  | 8  | 17 | 32 | -15 |
| 20º | San Martín (M)           | 13  | 19 | 3  | 4  | 12 | 16 | 30 | -14 |

|  |                              |
|  | Ganador del Torneo Clausura. |

## Tabla General
| Pos  | Equipo                   | Pts | PJ | PG | PE | PP | GF | GC | Dif |
| ---- | ------------------------ | --- | -- | -- | -- | -- | -- | -- | --- |
| 1.º  | Huracán (TA)             | 62  | 38 | 15 | 17 | 6  | 55 | 39 | 16  |
| 2.º  | Instituto                | 60  | 38 | 17 | 9  | 12 | 56 | 45 | 11  |
| 3.º  | Argentinos Juniors       | 59  | 38 | 15 | 14 | 9  | 56 | 41 | 15  |
| 4.º  | Almagro                  | 58  | 38 | 16 | 10 | 12 | 57 | 43 | 14  |
| 5.º  | Godoy Cruz               | 58  | 38 | 15 | 13 | 10 | 43 | 42 | 1   |
| 6.º  | Belgrano                 | 57  | 38 | 15 | 12 | 11 | 46 | 33 | 13  |
| 7.º  | Ferro Carril Oeste       | 54  | 38 | 15 | 9  | 14 | 43 | 37 | 6   |
| 8.º  | Huracán                  | 54  | 38 | 13 | 15 | 10 | 50 | 49 | 1   |
| 9.º  | El Porvenir              | 52  | 38 | 14 | 10 | 14 | 44 | 42 | 2   |
| 10.º | Tiro Federal (R)         | 50  | 38 | 12 | 14 | 12 | 53 | 54 | -1  |
| 11.º | San Martín (SJ)          | 50  | 38 | 13 | 11 | 14 | 40 | 50 | -10 |
| 12.º | Gimnasia y Esgrima (J)   | 49  | 38 | 13 | 10 | 15 | 50 | 56 | -6  |
| 13.º | Defensa y Justicia       | 48  | 38 | 14 | 9  | 15 | 49 | 56 | -7  |
| 14.º | CAI                      | 47  | 38 | 13 | 8  | 17 | 55 | 55 | 0   |
| 15.º | Unión                    | 47  | 38 | 11 | 14 | 13 | 48 | 52 | -4  |
| 16.º | Defensores de Belgrano   | 46  | 38 | 11 | 13 | 14 | 49 | 46 | 3   |
| 17.º | Los Andes                | 46  | 38 | 10 | 16 | 12 | 39 | 46 | -7  |
| 18.º | San Martín (M)           | 42  | 38 | 10 | 12 | 16 | 36 | 46 | -10 |
| 19.º | Juventud Antoniana       | 42  | 38 | 10 | 12 | 16 | 42 | 60 | -18 |
| 20.º | Gimnasia y Esgrima (CdU) | 38  | 38 | 8  | 14 | 16 | 39 | 58 | -19 |

|  |                                                                                |
|  | Clasificado al playoff por el segundo ascenso directo.                         |
|  | Clasificados a la final por el campeonato por ganar el Apertura o el Clausura. |
|  | Clasificados al playoff por un lugar en la Promoción.                          |

## Final por el campeonato
| Almagro | 1 - 0 | Instituto |
| Instituto                                                                                                   | 2 - 0 | Almagro   |
| Instituto ascendió a Primera División con un global de 2 - 1. Almagro jugó la final por el segundo ascenso. |       |           |

## Segundo ascenso
La final por el segundo ascenso a la Primera División se disputó entre Almagro, perdedor de la final por el primer ascenso, y Huracán (TA), el equipo mejor ubicado en la temporada en la tabla general. El ganador ascendió mientras que el perdedor disputó la Promoción.
| Almagro | 2 - 0         | Huracán (TA) |
| Huracán (TA) | 2 - 0 (3 - 4) | Almagro      |
| Almagro ascendió a Primera División tras empatar en el global 2 - 2 y ganar por penales. Huracán (TA) jugó la Promoción. |               |              |

## Eliminatoria por la Promoción
| Godoy Cruz | 1 - 0 | Argentinos Juniors |
| Argentinos Juniors                                                                                              | 2 - 0 | Godoy Cruz         |
| Argentinos Juniors disputó la Promoción con un equipo de la Primera División tras ganar con un global de 2 - 1. |       |                    |

## Promoción con Primera División
La disputaron entre los que ocuparon el décimo séptimo y el décimo octavo equipo de la tabla de promedios de Primera División, Atlético de Rafaela y Talleres (C), que jugaron contra Huracán (TA), perdedor de la final por el segundo ascenso, y Argentinos Juniors, ganador de la eliminatoria por la segunda promoción, los cuales ganaron sus respectivos enfrentamientos y lograron el ascenso.
| Huracán (TA)                                                    | 2 - 1 | Atlético de Rafaela |
| Atlético de Rafaela                                             | 2 - 3 | Huracán (TA)        |
| Huracán (TA) ascendió a Primera División con un global de 5 - 3 |       |                     |

| Argentinos Juniors                                                    | 2 - 1 | Talleres (C)       |
| Talleres (C)                                                          | 1 - 2 | Argentinos Juniors |
| Argentinos Juniors ascendió a Primera División con un global de 4 - 2 |       |                    |

## Tabla de descenso
Fueron contabilizadas la presente temporada y las dos anteriores. Descendió el último equipo de cada una de las afiliaciones, mientras que el anteúltimo disputó una Promoción para mantener la categoría.

### Interior
| Pos  | Equipo                   | Promedio | 2001/02 | 2002/03 | 2003/04 | Total | PJ  |
| ---- | ------------------------ | -------- | ------- | ------- | ------- | ----- | --- |
| 1.º  | Huracán (TA)             | 1,578    | 63      | 55      | 62      | 180   | 114 |
| 2.º  | Instituto                | 1,570    | 59      | 60      | 60      | 179   | 114 |
| 3.º  | Godoy Cruz               | 1,429    | 47      | 58      | 58      | 163   | 114 |
| 4.º  | Belgrano                 | 1,397    | -       | 52      | 57      | 109   | 78  |
| 5.º  | Gimnasia (J)             | 1,359    | 58      | 48      | 49      | 155   | 114 |
| 6.º  | San Martín (M)           | 1,350    | 50      | 62      | 42      | 154   | 114 |
| 7.º  | Tiro Federal (R)         | 1,315    | -       | -       | 50      | 50    | 38  |
| 8.º  | Juventud Antoniana       | 1,280    | 51      | 53      | 42      | 146   | 114 |
| 9.º  | San Martín (SJ)          | 1,254    | 57      | 36      | 50      | 143   | 114 |
| 10.º | CAI                      | 1,210    | -       | 45      | 47      | 92    | 76  |
| 11.º | Gimnasia y Esgrima (CdU) | 1,184    | 64      | 33      | 38      | 135   | 114 |

|  | Jugó la Promoción contra un equipo del Torneo Argentino A. |
|  | Descendió al Torneo Argentino A.                           |

### Metropolitana
| Pos | Equipo                 | Promedio | 2001/02 | 2002/03 | 2003/04 | Total | PJ  |
| --- | ---------------------- | -------- | ------- | ------- | ------- | ----- | --- |
| 1.º | Argentinos Juniors     | 1,750    | -       | 74      | 59      | 133   | 76  |
| 2.º | Ferro Carril Oeste     | 1,421    | -       | -       | 54      | 54    | 38  |
| 3.º | Huracán                | 1,421    | -       | -       | 54      | 54    | 38  |
| 4.º | Almagro                | 1,403    | 43      | 59      | 58      | 160   | 114 |
| 5.º | Defensa y Justicia     | 1,403    | 57      | 55      | 48      | 160   | 114 |
| 6.º | El Porvenir            | 1,342    | 59      | 42      | 52      | 153   | 114 |
| 7.º | Defensores de Belgrano | 1,324    | 56      | 49      | 46      | 151   | 114 |
| 8.º | Unión                  | 1,236    | -       | -       | 47      | 47    | 38  |
| 9.º | Los Andes              | 1,228    | 49      | 45      | 46      | 140   | 114 |

|  | Jugó la Promoción contra un equipo de la Primera B Metropolitana. |
|  | Descendió a la Primera B Metropolitana.                           |

## Descensos
Descendieron los dos peores promedios por zona: Gimnasia y Esgrima (CdU) (Interior, indirectamente afiliado) y Los Andes (Metropolitana, directamente afiliado a AFA).

## Promoción con Primera B y Torneo Argentino A
Comisión de Actividades Infantiles, por la zona Interior, y Unión (Santa Fe), por la Metropolitana, disputaron las promociones contra Atlético Tucumán y Tristán Suárez, respectivamente. Los equipos que estaban en Primera B Nacional tuvieron ventaja deportiva.
| Tristán Suárez                                    | 0 - 0 | Unión          |
| Unión                                             | 3 - 0 | Tristán Suárez |
| Unión mantuvo la categoría con un global de 3 - 0 |       |                |

| Atlético Tucumán                                                      | 0 - 1 | CAI              |
| CAI                                                                   | 0 - 1 | Atlético Tucumán |
| CAI mantuvo la categoría con un global de 1 - 1 por ventaja deportiva |       |                  |